# Конти, Пьетро Паоло
Пьетро Паоло Конти (итал. Pietro Paolo Conti; 24 января 1689, Камерино, Папская область — 14 декабря 1770, Рим, Папская область) — итальянский куриальный кардинал. Секретарь Священной Конгрегации эффективного управления с января 1742 по 24 сентября 1759. Кардинал-священник с 24 сентября 1759, с титулом церкви Сан-Джироламо-дельи-Скьявони с 19 ноября 1759 по 21 марта 1763. Кардинал-священник с титулом церкви Санто-Стефано-аль-Монте-Челио с 21 марта 1763.

## Ранние годы и образование
Родился Пьетро Паоло Конти 24 февраля 1689 года, в Камерино, в знатной семьи. Его также называли Петрус Паулус де Комитибус.
Изначально получил домашнее образование, позднее, в Папской Церковной академии в Риме.

## На службе в Римской курии
Вступил в церковную стезю, отправился в Рим и стал аудитором кардинала Нери Марии Корсини. Первое обеспечительное обязательство Кампидольо, 1735 год.  
Придворный прелат Его Святейшества. Выборщик Трибунала Апостольской Сигнатуры милости. 
Аудитор Трибунала Апостольской Сигнатуры милости с август 1740 года по январь 1742. Референдарий Трибуналов Апостольской Сигнатуры правосудия и милости с 15 сентября 1740 года по январь 1742.
Заявитель Священной Конгрегации эффективного управления. Консультант Верховной Священной Конгрегации Римской и Вселенской Инквизиции. Прелат Священной Конгрегации церковной иммунитета. Секретарь Священной Конгрегации эффективного управления с января 1742 по 24 сентября 1759. 
Каноник капитула патриаршей Ватиканской базилики с 31 января 1745 года. Про-канонист Апостольской пенитенциарии с марта 1754 года.

## Кардинал
Возведён в сан кардинала-священника на консистории от 24 сентября 1759 года, получил красную шапку 27 сентября 1759 года и титулярную церковь Сан-Джироламо-дельи-Скьявони 19 ноября 1759 года. 
Стал членом Священных Конгрегаций эффективного управления, церковного иммунитета, воды, дорог и Тибра. Протектор камеринской церкви Санти-Венанцио-эд-Ансуино, в Риме. 
Переведён в титулярную церковь Санто-Стефано-аль-Монте-Челио 21 марта 1763 года. 
В 1763 году он был назван визитатором воды Трёх легатств; его доклад папе, в конце его дел, был опубликован в Риме. Когда он узнал, что на консистории по созданию кардиналов 26 сентября 1763 года монсеньор Марио Марефоски, секретарь Священной Конгрегации Пропаганды Веры, не станет одним из прелатов, возводимых в кардиналы, кардинал Конти написал Папе, предлагая своё отречение от кардинальского сана в пользу монсеньора Марефоски. Папа не принял отречение. 
Участник Конклава 1769 года, который избрал Папу Климента XIV. 
Его многочисленные сочинения были помещены в архив трибунала Священной Конгрегации эффективного управления.
Скончался кардинал Конти 14 декабря 1770 года, после многочисленных болезней, которыми он страдал в течение всей своей жизни, состояние его здоровья ухудшилось и заставило его потерять рассудок в Риме. Его тело было забальзамировано и выставлено в одном из залов его дворца, позднее оно было доставлено в церковь Сан-Андреа-делле-Фратте, в Риме, где 17 декабря состоялись похороны в присутствии Папы Климента XIV, который прибыл в карете с двумя кардиналами, председательствовал на церемонии с трона, и который дал окончательное отпущение грехов, также присутствовала Священная Коллегия Кардиналов. После похорон, тело было передано в частном порядке и захоронено в камеринской церкви Санти-Венанцио-эд-Ансуино, по его желанию. 
В своем завещании он назначил своего брата универсальным наследником. Он оставил 1300 скуди для распространения среди своих слуг. Отец-доминиканец Томмазо Конти, его брат, поместил эпитафию на его гробницу.